# Williamsburg (Floryda)
Williamsburg – jednostka osadnicza w Stanach Zjednoczonych, w stanie Floryda, w hrabstwie Orange.